# روک موژیچ
روک موژیچ (اسلوونیایی: Rok Možič؛ زادهٔ ۱۷ ژانویهٔ ۲۰۰۲) بازیکن والیبال اهل اسلوونی است.